# 駒場 (さいたま市)
駒場（こまば）は、埼玉県さいたま市浦和区の町名。現行行政地名は駒場一丁目及び二丁目。住居表示実施済み。郵便番号は 330-0051。

## 地理
埼玉県さいたま市浦和区東部の大宮台地（浦和大宮支台）上に位置する。地区の東側を緑区原山、南側を本太、西側を元町や領家、北側を瀬ヶ崎と接する。北浦和駅や浦和駅からはやや離れている。一丁目は主に住宅地だが、二丁目はさいたま市青少年宇宙科学館、浦和駒場体育館のほか、国内屈指の観客数を集める浦和レッドダイヤモンズの本拠地の一つである浦和駒場スタジアムや、都市対抗野球大会の強豪として知られる日本通運硬式野球部の本拠地などの施設がある。一丁目と二丁目の境は幹線道路の産業道路が走る。

## 歴史
もとは江戸期より存在した武蔵国足立郡木崎領に属する駒場村で、古くは同郡木崎領に属する江戸期の木崎村であった。さらに古くは戦国期より見出せる足立郡のうちの郷村名の木崎郷であった。元禄年間頃に木崎村より駒場村が分村されたと見られる。村高は「元禄郷帳」では24石、「天保郷帳」では28石。助郷は中山道浦和宿に出役していた。化政期の戸数は5軒で、村の規模は東西・南北共3町余であった。
- 発足時の知行は旗本荒川氏で、のちに幕府領となる[5]。なお、検地は1689年（元禄2年）に実施。また、持添新田を領し、1732年（享保17年）に検地を実施[5]。
- 幕末時点では足立郡駒場村であった。明治初年の『旧高旧領取調帳』の記載によると、代官大竹左馬太郎支配所が管轄する幕府領であった[8]。
- 1868年（慶応4年）6月19日 - 武蔵知県事・山田政則（忍藩士）の管轄となる。
- 1869年（明治2年） 
  - 1月13日 - 武蔵知県事・宮原忠英の管轄区域に大宮県を設置。県庁は東京府馬喰町に置かれる。
  - 9月29日 - 県庁が浦和に置かれ浦和県に改称。
- 1871年（明治4年）11月13日 - 第1次府県統合により埼玉県の管轄となる。
- 1879年（明治12年）3月17日 - 郡区町村編制法により成立した北足立郡に属す。郡役所は浦和宿に設置。
- 1889年（明治22年）4月1日 - 町村制施行により、上木崎、下木崎、駒場、瀬ヶ崎、針ヶ谷、本太、北袋、木崎領領家が合併し、木崎村（江戸期の木崎村とは別の自治体）が成立[6]。駒場村は木崎村の大字駒場となる[5]。
- 1932年（昭和7年）4月1日 - 木崎村が谷田村と共に浦和町へ編入され[9]、浦和町の大字となる。
- 1934年（昭和9年）2月11日 - 浦和町が市制を施行し、浦和市となり[9]、浦和市の大字となる。
- 1953年（昭和28年） - 地内に聖望学園小学校（現・青山学院大学系属浦和ルーテル学院小学校）が開校[5]。
- 1963年（昭和38年） - 地内に聖望学園浦和中学校（現・青山学院大学系属浦和ルーテル学院中学校）が開校[5]。
- 1966年（昭和41年）4月1日 - 住居表示実施により大字駒場、領家の各一部から駒場一丁目が成立する。また、大字駒場の一部が本太五丁目の一部となる[10][5]。
- 1967年（昭和42年）9月1日 – 住居表示実施により大字駒場、領家、太田窪、瀬ヶ崎、上木崎の各一部から駒場二丁目が成立[11]。これにより大字駒場は消滅する。
- 1970年（昭和45年） - 地内に聖望学園浦和高等学校 （現・青山学院大学系属浦和ルーテル学院高等学校）が開校[12]。
- 2001年（平成13年）5月1日 - 浦和市が与野市、大宮市と合併しさいたま市となり、さいたま市の町名となる。
- 2003年（平成15年）4月1日 - さいたま市が政令指定都市に移行し、さいたま市浦和区の町名となる。
- 2014年（平成26年） - 青山学院大学系属浦和ルーテル学院小学校・中学校・高等学校が緑区大崎に移転。なお、跡地はブランシエラ浦和駒場となっている。

## 世帯数と人口
2017年（平成29年）9月1日現在の世帯数と人口は以下の通りである。
| 丁目       | 世帯数  | 人口    |
| ---------- | ------- | ------- |
| 駒場一丁目 | 734世帯 | 1,732人 |
| 駒場二丁目 | 102世帯 | 238人   |
| 計         | 836世帯 | 1,970人 |

## 小・中学校の学区
市立小・中学校に通う場合、学区（校区）は以下の通りとなる。
| 丁目       | 番地 | 小学校                   | 中学校                 |
| ---------- | ---- | ------------------------ | ---------------------- |
| 駒場一丁目 | 全域 | さいたま市立本太小学校   | さいたま市立本太中学校 |
| 駒場二丁目 | 全域 | さいたま市立道祖土小学校 | さいたま市立本太中学校 |

## 交通

### 道路
- 埼玉県道35号川口上尾線（産業道路）
- 天王川遊歩道（地下には藤右衛門川が流れる）

## 施設
- さいたま市駒場スタジアム（浦和レッドダイヤモンズ本拠地）
- さいたま市駒場運動公園補助競技場
- 駒場運動公園
- さいたま市青少年宇宙科学館
- 浦和駒場体育館
- 日本通運総合運動場（日本通運硬式野球部本拠地）
- 日通体育館
- 東浦和浄水場
- 蓮昌寺
- 一心寺
- 市立駒場保育園
- 駒場緑地